# Janam TV
Janam TV 是印度其中一個使用馬拉雅拉姆語的主流新聞和娛樂節目電視頻道。它由Janam多媒體有限公司經營，他們的宗旨是「促進國家的利益」。 全國民主聯盟政府於2014年批准Janam TV廣播電視牌照的申請。Janam TV於2015年4月19日首次播放節目。 Janam TV 是首個使用高清技術的馬拉雅拉姆語頻道。它現時擁有大約5000名股東，其中投放25000至50000盧比不等。

## 公司重要人員
- 拉傑什皮萊(Rajesh Pillai) (營運總監 & 執行編輯)
- Priyadarshan(主席)
- Viswaroopan(常務董事)
- U S Krishnakumar(董事)
- R Balakrishnnan (高級編輯)

## 衛星資訊
| 衛星         | 國際通信衛星 17 |
| 位置         | 東經66度        |
| 下行極化     | 水平方向        |
| 運營商類型： | DVB-S2          |
| 前向糾錯     | 2/3             |
| 下行線路頻率 | 3966 兆赫       |
| 碼元速率     | 14400 KS /秒    |
| 調製方式     | 8PSK            |

## 直播
- 官方網站[永久]

## 競爭對手
- Mathrubhumi News
- Reporter TV
- Jaihind TV
- Kairali
- Manorama news
- MediaOne
- TV New
- Asianet News